# جنگ دوم گوگوریو و تانگ
جنگ دوم گوگوریو تانگ، جنگی بود که از سال ۶۶۰ تا ۶۶۲ زمانی که امپراتور گائوزونگ از تانگ به گوگوریو حمله کرد به طول انجامید.

## پس‌زمینه
سلسله تانگ قبل از این که با شوئیانتوئو روبرو شود، موفق شده بود تقریباً تمام حاکمیت‌های اطراف را به جز گوگوریو تحت کنترل خود درآورد. همچنین، همکاری مشترک بین تانگ و شیلا به رهبری سو دینگ‌فانگ منجر به نابودی بکجه شد و این امر موجب شد که گوگوریو به شدت از نظر دیپلماتیک منزوی گردد. در این شرایط، بر خلاف جنگ اول بین گوگوریو و تانگ، نیروهای شیلا نیز از سمت جنوب به نیروهای تانگ کمک کردند تا به گوگوریو حمله کنند و این امر باعث می‌شد که گوگوریو از دو طرف، یعنی شمال و جنوب، تحت فشار قرار گیرد. سلسله تانگ نیز از عواقب جنگی که کرده بود آسیب دید و اختلافات داخلی باعث پاکسازی جناح گوان‌لونگ، به رهبری ملکه وو زتیان، شد. پس از موفقیت در جنگ دوم با گوگوریو و سقوط بکجه در سال ۱۶۰۱، تانگ تصمیم به اجرای یک حمله دریایی بزرگ با حدود ۱۳۰ هزار نیرو گرفت و برنامه‌ریزی برای یک عملیات تهاجمی دریایی در مقیاس وسیع را آغاز کرد. این وضعیت نشان‌دهنده تلاش‌های دائمی تانگ برای گسترش نفوذ خود در منطقه و از میان بردن رقبای خود بود.

### سقوط بکجه
در ششمین ماه قمری سال ۶۶۰، سو جونگ بانگ با فرماندهی ۱۳۰ هزار سرباز، به همراه نیروهای شیلا به بکجه حمله کرد. بکجه که تحت فشار نیروهای متحد شیلا و تانگ قرار گرفته بود، نهایتاً سقوط کرد. سپس در سال ۶۶۱، که هم‌زمان با بیستمین سال سلطنت پادشاه بوجانگ بود، گوگوریو ژنرال نوموشین و ژنرال مالگال سانگ هه را به منظور حمله به قلعه سولچون شیلا اعزام کرد. با وجود تلاش‌های آنان، قلعه تصرف نشد و پس از آن به قلعه بوکانسونگ شیلا یورش بردند. اما در پاسخ به این حمله، ضدحمله‌ای توسط فرمانده قلعه، داسا دونگ تاچون، صورت گرفت که باعث شد نیروهای بکجه مجبور به عقب‌نشینی شوند.
در سال ۶۶۱ میلادی، نیروهای متحد شیلا و تانگ پس از فروپاشی بکجه از شرایط استفاده کرده و به سمت گوگوریو حرکت کردند. ارتش تانگ مستقیماً به پیونگ یانگ یورش برد و امپراتور گائوزونگ از تانگ، ۴۴ هزار سرباز را برای حمله به مرزهای گوگوریو فراخواند. با این حال، ارتش احیای بکجه که توسط نیروهای کمکی از وا حمایت می‌شد، به پشت جبهه نیروهای متحد حمله‌ور شد و ارتش شیلا را مجبور به عقب‌نشینی به سمت جنوب و مقابله با این حملات کرد. در همین حال، گوگوریو با بهره‌گیری از این فرصت، نیروهای خود را در مرز شمال غربی متمرکز کرده و توانست ارتش تانگ را عقب براند.
با این حال، این دومین حمله به سلسله تانگ به روشی کاملاً متفاوت برنامه‌ریزی شده بود. این حمله از روش تهاجم سنتی سلسله‌های گذشته چین که عبور از رودخانه لیائو و عبور از لیائودونگ بود، فاصله گرفت و قرار بود یک تهاجم در مقیاس بزرگ از طریق دریا باشد. از زمان امپراتور تایزونگ از سلسله تانگ ، با ساخت کشتی‌ها و آموزش نیروهای دریایی برای مدت طولانی، مقدمات کافی از قبل فراهم شده بود. دو واحد از شش واحد بزرگ، لشکرکشی بویو به فرماندهی سو سائه سا و لشکرکشی نوبانگ به فرماندهی جئونگ میونگ جین ، از رودخانه لیائو، مسیر تهاجم سنتی، عبور کردند و به منطقه لیائودونگ حمله کردند. با این حال، این یک تاکتیک انحرافی برای جلب توجه گوگوریو بود. در واقع، چهار واحد بزرگ که نیروی اصلی و اکثریت را تشکیل می‌دادند، یعنی لشکرکشی لیائودونگ به فرماندهی گی پیل-ها- ریوک ، لشکرکشی پیونگ یانگ به فرماندهی سو جئونگ - بانگ، لشکرکشی پائه-گانگ به فرماندهی ایم آه-سانگ و لشکرکشی اوکجه به فرماندهی پانگ شیائو-ته ، تلاش کردند از طریق دریا حمله کنند. نیروی نخبه لشکرکشی لیائودونگ به فرماندهی گیپیل ها-ریوک، مصب رودخانه یالو، بخش مرکزی قلمرو گوگوریو را اشغال کرد و منطقه شمالی لیائودونگ را از بخش جنوبی گوگوریو جدا کرد. در همین حال، سه واحد بزرگ دیگر در مصب رودخانه ته دونگ در نزدیکی پیونگ یانگ، پایتخت گوگوریو، پیاده شدند و قصد داشتند قبل از حمله سریع و تصرف پیونگ یانگ، مدافعان را از بین ببرند. به طور خاص، واحدهای سو جونگ بانگ ، بانگ هیو ته و ایم آه سانگ که قصد حمله مستقیم به پیونگ یانگ را داشتند، نیروی اصلی واقعی بودند که با موفقیت عملیات تهاجم دریایی را در طول حمله به بکجه در سال ۶۶۰ انجام داده بودند.

### تهاجم گوگوریو به شیلا: نبردهای چیلجونگ سونگ و بوکانسانسونگ
در ماه مه ۶۶۱ (بیستمین سال سلطنت پادشاه بوجانگ )، گوگوریو، در حمایت از ارتش احیای بکجه، با نیروهای ژنرال نوموشین و ژنرال مالگال، سانگ‌هه، متحد شد و به قلعه چیلجونگ‌سونگ شیلا حمله کرد. قلعه چیلجونگ‌سونگ یک نقطه استراتژیک در شمال شیلا بود، جایی که گوگوریو بارها به شیلا حمله کرده بود. ارتش شیلا حدود ۲۰ روز به شدت مقاومت کرد. سرانجام، با دشوار شدن تصرف آن، ارتش گوگوریو تلاش کرد تا محاصره را بشکند و عقب‌نشینی کند، اما قلعه چیلجونگ‌سونگ به دلیل اختلافات داخلی سقوط کرد. همانطور که ارتش گوگوریو نشانه‌هایی از عقب‌نشینی نشان می‌داد، یک مقام رسمی به نام بیساپ مخفیانه نامه‌ای به اردوگاه گوگوریو فرستاد و اظهار داشت: «قلعه از نظر آذوقه تهی شده و قدرت آن تحلیل رفته است. اگر اکنون حمله کنیم، مطمئناً تسلیم آن خواهیم شد.» در پاسخ، نیروهای گوگوریو و مالگال به رهبری نوموشین و سانگ‌هه دوباره حمله شدیدی را آغاز کردند. پیلبو، ارباب قلعه، از خیانت بیساپ مطلع شد، سر او را برید، آن را به بیرون قلعه انداخت و به سربازان شیلا در داخل اعلام کرد: «رعایای وفادار و سربازان درستکار حتی تسلیم مرگ هم نخواهند شد. با تمام توان بجنگید. سرنوشت قلعه به این نبرد واحد بستگی دارد.» با این حال، سربازان خسته و فرسوده شده بودند و بیش از نیمی از آنها جان باختند یا زخمی شدند. نیروهای گوگوریو و مالگال، با حمل باد و آتش زدن قلعه، بار دیگر به شدت به آن حمله کردند. پیلبو، ارباب قلعه و سربازانش به شدت مقاومت کردند، اما در نهایت، همه آنها کشته شدند و قلعه سقوط کرد. این خبر به سورابول در شیلا رسید و پادشاه مویول ، که عمیقاً غمگین شده بود، پس از مرگ او را به درجه بالایی ارتقا داد.
اکنون، نیروهای گوگوریو و مالگال، به رهبری نوموشین و سانگ‌هه ، نیروهای خود را حرکت دادند و با محاصره قلعه بوکانسانسونگ، حمله را آغاز کردند. ارتش گوگوریو به مدت ده روز محاصره را لغو نکرد و با استقرار ارابه‌های توپخانه و پرتاب سنگ به قلعه بوکانسانسونگ حمله کرد. ارباب قلعه بوکانسانسونگ، دائه‌سا (大舍) دونگ‌تاچون (冬陁川)، فرماندهی ارتش را بر عهده داشت و حدود ۲۰ روز مقاومت کرد، اما ارتش شیلا سرانجام با اتمام آذوقه و قدرت خود در معرض خطر قرار گرفت. با این حال، فرض بر این است که زمان نبرد، آغاز فصل بارندگی بوده است. سامگوک ساگی ( تاریخ سه پادشاهی ) ثبت می‌کند که یک ستاره بزرگ ناگهان بر اردوگاه ارتش گوگوریو افتاد و باعث رعد و برق و بارش شدید باران شد و ارتش گوگوریو را مجبور به لغو محاصره و عقب‌نشینی کرد. اعتقاد بر این است که ارتش گوگوریو در واقع در آغاز فصل بارندگی عقب نشینی کرد.
نبرد چیلجونگ سونگ و بوکانسونگ بین گوگوریو و شیلا در اسناد تاریخی چینی ذکر نشده است، بلکه فقط در سامگوک ساگی (تاریخ سه پادشاهی) آمده است . از آنجایی که سال ۶۶۱ بلافاصله پس از سقوط بکجه بود، فرض بر این است که گوگوریو برای حمایت از نیروهای احیاگر بکجه یا برای مقابله با شیلا پس از سقوط بکجه به شیلا حمله کرد. قابل توجه است که ژنرال‌ها و سربازان مالگال برای حمله به شیلا بسیج شدند، که نشان می‌دهد مالگال حتی در سال ۶۶۱ روابط نزدیکی با گوگوریو حفظ کرده است.

## تهاجم دریایی گسترده حزب
در اوت ۶۶۱، سلسله تانگ سرانجام حمله‌ای همه‌جانبه به گوگوریو را آغاز کرد. ارتش تانگ یک ارتش عظیم ۴۴۰۰۰۰ نفری را در شش واحد سازماندهی کرد. تفاوت قابل توجه با تهاجم‌های قبلی سویی و اولین حمله امپراتور تایزونگ از تانگ این بود که نیروی اصلی تهاجم از دریا عبور کرده و در گوگوریو پیاده شد. در حالی که امپراتور یانگ از سویی و امپراتور تایزونگ از تانگ قبلاً از نیروهای دریایی برای حمله به گوگوریو استفاده کرده بودند، نیروی اصلی به وضوح روش سنتی عبور از رودخانه لیائو و پیشروی به سمت لیائودونگ بود.
و در واقع، اکثر نیروها، که نیروی اصلی واقعی بودند، از طریق دریا حمله کردند و چهار واحد پیاده شدند. در میان آنها، لشکرکشی لیائودونگ به رهبری گی پیل-ها-ریوک، که در چندین نبرد با گوگوریو تجربه داشت، در دهانه رودخانه یالو پیاده شد، و لشکرکشی پیونگ یانگ به رهبری سو جونگ -بانگ، که سال قبل با موفقیت به بکجه حمله کرده بود، لشکرکشی اوکجه به رهبری بانگ هیو-ته ، و لشکرکشی پاگانگ به رهبری ایم آه-سانگ ، با هم ترکیب شدند تا صدها هزار سرباز را به پیونگ یانگ، پایتخت گوگوریو، بیاورند.
عملیات تهاجمی جسورانه و گسترده سلسله تانگ از طریق دریا بارها در تاریخ جنگ‌های جهانی تکرار شده است، مانند عملیات پیاده شدن در اینچئون در طول جنگ کره و عملیات پیاده شدن نیروهای متفقین در نرماندی در طول جنگ جهانی دوم . علاوه بر این، سال قبل از آن، سو جونگ بانگ ، بانگ هیو ته و دیگران با موفقیت با استفاده از همین روش به بکجه حمله کرده و با عبور از استحکامات ساحلی، به سرعت پایتخت بکجه، قلعه سابی، را محاصره و تصرف کرده بودند. علاوه بر این، مقیاس نیروها و واحدهای اعزام شده بیش از سه برابر عملیات تهاجمی دریایی ۱۳۰ هزار نفری قبلی به رهبری سو جونگ بانگ در طول فتح بکجه بود. علاوه بر این، قلمرو گوگوریو و نیروی نظامی قابل بسیج آن از نظر مقیاس با بکجه متفاوت بود، بنابراین به عنوان یک عملیات انحرافی برای مهار ارتش گوگوریو در منطقه لیائودونگ، جایی که نیروی اصلی گوگوریو در حال ایجاد یک خط دفاعی بود، جونگ میونگ جین که در جنگ چریکی مهارت داشت و با موفقیت سقوط قلعه بیسا و چندین عملیات تهاجمی در مقیاس کوچک را در گذشته انجام داده بود، برای حمله به لیائودونگ و منطقه شمالی بویو از دو جهت اعزام شد.

## مراحل اولیه جنگ: نبردهای رود ته‌دونگ و یالو
در هشتمین ماه پاییز، ارتش تانگ، شامل لشکرکشی پیونگ یانگ سو جئونگ بانگ ، لشکرکشی اوکجه بانگ هیوته و لشکرکشی پاگانگ ایم آه سانگ، سرانجام در رودخانه پائسو، که اکنون پایین‌ترین قسمت رودخانه دائدونگ بود، پیاده شدند. دقیقاً یک سال قبل، آنها نیز در طول حمله بکجه پیروزی را تجربه کرده بودند و در گیبولپو، که در آن زمان قلمرو بکجه بود، پیاده شده بودند و نیروهای مدافع بکجه را شکست داده و پایتخت بکجه، قلعه سابی، را تصرف کرده بودند. مکان‌ها متفاوت بودند، اما آغاز یکسان بود. هنگامی که ارتش تانگ، صدها هزار نفر، ناگهان از دریا هجوم آوردند، سربازان گوگوریو که به شدت در ساحل حمله متقابل می‌کردند، شکست خوردند و سرانجام کوه ما-ایوپ در همان نزدیکی را تصرف کردند. در نهایت، آنها به قلعه پیونگ یانگ در همان نزدیکی رسیدند و آن را محاصره کردند.
همچنین در ماه سپتامبر، لشکرکشی لیائودونگ به فرماندهی گیپیل ها ریوک در قسمت‌های پایینی رودخانه یالو پیاده شد. در گوگوریو، یون گه سومون ، ماگای بزرگ، پسرش یون نام سنگ را به رهبری ده‌ها هزار نفر از نیروهای نخبه گوگوریو برای دفاع از رودخانه یالو و جلوگیری از عبور نیروهای تانگ گماشت. با این حال، زمستان سال ۶۶۱ به سرعت از راه رسید و زمانی که لشکرکشی لیائودونگ به فرماندهی گیپیل ها ریوک به رودخانه یالو رسید، رودخانه کاملاً یخ زده بود. گیپیل ها ریوک نیروهای خود را از روی یخ عبور داد و با کوبیدن طبل و فریاد در یک حمله غافلگیرانه، باعث فرار سربازان گوگوریو بی‌خبر شد. گیپیل ها ریوک آنها را ده‌ها لی تعقیب کرد و ۳۰۰۰۰ سرباز گوگوریو را کشت. سربازان باقی مانده تسلیم شدند و یون نام سنگ به سختی توانست جان خود را نجات دهد و فرار کند.
به این ترتیب، در آغاز جنگ، نیروی اصلی سلسله تانگ به سرعت در رودخانه ته دونگ پیاده شد، ارتش گوگوریو را که از آن دفاع می‌کرد، شکست داد و قلعه پیونگ یانگ را محاصره کرد. یک نیروی اصلی نخبه دیگر، نیروی نخبه گوگوریو را که از پایین دست رودخانه یالو دفاع می‌کرد، نابود کرد و پیشروی کرد و گوگوریو را در بحرانی قرار داد که اکثر نیروهای اصلی آن در منطقه لیائودونگ در شمال رودخانه یالو و همچنین قلعه گوکنائه و پایتخت پیونگ یانگ در جنوب رودخانه مستقر بودند. این وضعیت مشابه وضعیت گذشته بود، زمانی که ارتش روم، تحت فرماندهی اسکیپیو ، با نیروی اصلی کارتاژی هانیبال روبرو شد، برگشت و مستقیماً پایتخت کارتاژی را تصرف کرد. جنگ به آرامی در مسیری که در ابتدا توسط سلسله تانگ برنامه‌ریزی شده بود، پیش رفت. قلعه پیونگ یانگ، پایتخت گوگوریو، که دژی تسخیرناپذیر بود، کاملاً محاصره و منزوی شد و قادر به دریافت پشتیبانی خارجی نبود و با بحران بزرگی روبرو شد.

## شورش چئول-له و انزوای ارتش تانگ
با این حال، ناگهان روند جنگ به جهتی کاملاً متفاوت تغییر کرد. در اکتبر ۶۶۱، قیامی گسترده تحت رهبری بی سودو، رئیس قبیله هوی هه از قبیله تیله، آغاز شد. در چینِ سلسله تانگ، وضعیت اضطراری پیش آمد و پایتخت چانگ‌آن در خطر بود. سلسله تانگ، ارتش مارش تیله را به فرماندهی جئونگ رنتای سازماندهی و اعزام کرد. علاوه بر این، به دلیل کمبود نیرو، واحدی که به رهبری سو اوپ-سا به گوگوریو اعزام شده بود، فراخوانده شد و فوراً در ارتش مارش سون-آک سازماندهی مجدد شد. شو رنگویی ، سون رنسی و لیو سیمریه به عنوان معاون فرمانده برای پیوستن به جنگ علیه قبیله تیله اعزام شدند. با این حال، ارتش مارش تانگ تیله به رهبری جئونگ رنتای کاملاً نابود شد و تانگ را در معرض خطر جدی قرار داد. برای غلبه بر این بحران، حتی به ارتش زبده لیائودونگ به رهبری جی بی ها-لی ، اهل تیله، دستور داده شد که فوراً عقب‌نشینی کرده و به جبهه تیله اعزام شوند. در نتیجه، ارتش اصلی لیائودونگ به رهبری جی بی ها -لی مجبور شد از دریا عبور کرده و به تانگ بازگردد.
علاوه بر این، زمستان سال ۶۶۱ زود از راه رسید و بسیار سرد بود. شورش ناگهانی تیله باعث مشکلات داخلی در چینِ تانگ شد و بسیاری از سربازانی که علیه گوگوریو لشکرکشی کرده بودند، پیش از آن با عجله به چینِ تانگ بازگشته بودند. نیروهای بزرگ تانگ، شامل لشکرکشی پیونگ یانگِ سو دینگ‌فانگ، لشکرکشی پائجیانگِ لین آکسیانگ و لشکرکشی اوکجهِ پانگ شیائوتای، که از طریق دریا حمله کرده و قلعه پیونگ یانگ را محاصره کرده بودند، اکنون کاملاً در وسط قلمرو دشمن منزوی شده بودند. در حالی که استراتژی حمله به عمق گوگوریو از طریق دریا موفقیت‌آمیز بود، تغییر ناگهانی شرایط، آنها را به شدت منزوی و در موقعیتی متزلزل قرار داد.
علاوه بر این، عقب‌نشینی نیروی اعزامی لیائودونگ به فرماندهی گی پیل-ها-ریوک، که نقطه استراتژیک مصب رودخانه یالو، بخش میانی قلمرو گوگوریو را اشغال کرده بود، گوگوریو را کاملاً منزوی کرد. این وضعیت مشابه وضعیت ارتش آلمانی فریدریش پائولوس در نبرد استالینگراد بود که در طول جنگ جهانی دوم آلمان و شوروی به عمق اتحاد جماهیر شوروی نفوذ کرده بود، اما توسط نیروهای شوروی محاصره شد و با قطع شدن مسیر عقب‌نشینی‌اش با نابودی روبرو شد. سربازان تانگ در چنان وضعیت ناامیدکننده‌ای بودند که سوابق نشان می‌دهد آنها زانوهای خود را بغل کرده و ناله می‌کردند. بنابراین جونگ-بانگ فوراً یو دئوک-مین، فرمانده کل هامجادو، را برای درخواست غذا و کمک نظامی به شیلا اعزام کرد. این وضعیت با حمله به بکجه در سال ۶۶۰، یک سال قبل، که آنها فوراً نیروهای ساحلی بکجه را رهگیری کرده و پایتخت بکجه، قلعه سابی، را تصرف کرده بودند، به شدت متفاوت بود. پایتخت گوگوریو، پیونگ یانگ، مستحکم شده بود و نبرد طولانی، نیروی مهاجم تانگ را که از جنوب گرم چین فراخوانده شده بود، بیشتر تحت فشار قرار داد، زیرا این نیرو تحت تأثیر سرمای زودرس زمستان گوگوریو قرار گرفته بود. علاوه بر این، عقب‌نشینی نیروی اعزامی زبده لیائودونگ به فرماندهی گیپیل ها-لی، که در نزدیکی رودخانه یالو مستقر بود، جدایی منطقه لیائودونگ را از بین برد و به نیروهای زبده گوگوریو از شمال اجازه داد تا به سمت پیونگ یانگ هجوم آورند. اکنون، ارتش تانگ توسط نیروهای گوگوریو که از همه جهات در حال پیشروی بودند، محاصره شده بود و با تهدید نابودی روبرو بود.

## نبرد ساسو
در همین حال، نیروی پیاده نظام جزیره اوکجه، به فرماندهی بانگ هیو ته ، که مستقیماً از دریا عبور کرده بود، متشکل از نیروهای دریایی منطقه یئونگنام چین بود و در نزدیکی پائسو (ساسو امروزی) در قسمت بالایی رودخانه ته دونگ پیاده و مستقر شد. نیروی پیاده نظام جزیره پائگانگ به فرماندهی ایم آسانگ و نیروی پیاده نظام جزیره پیونگ یانگ به فرماندهی سو جئونگ بانگ، قلعه پیونگ یانگ را محاصره کرده بودند.
در دسامبر ۶۶۱، هوا آنقدر سرد بود که رودخانه بائه‌سو یخ زد. ارتش تانگ، با پیشتازی ارابه‌هایی با برج‌های دیده‌بانی بلند و دروازه‌بانان، با به صدا درآوردن طبل و ناقوس، حمله کرد. سربازان گوگوریو، شجاع و دلیر، یک ضدحمله را آغاز کردند و قاطعانه نیروهای تانگ را شکست دادند و دو موضع آنها را تصرف کردند. اکنون، با تنها دو موضع باقی مانده، تانگ قصد داشت یک حمله تمام عیار دیگر را آغاز کند و آنها را شبانه تصرف کند.
زمستان سال ۶۶۱ زود از راه رسید و بسیار سرد بود. علاوه بر این، آشفتگی داخلی در چینِ دوران تانگ، که با شورش ناگهانی تیله آغاز شده بود، تعداد قابل توجهی از سربازانی را که قبلاً علیه گوگوریو لشکرکشی کرده بودند، مجبور به بازگشت عجولانه به تانگ کرد. در نتیجه، نیروهای بزرگ تانگ که از طریق دریا حمله کرده بودند - لشکرکشی پیونگ یانگِ سو دینگ‌فانگ، لشکرکشی پِی‌جیانگِ لین آشیانگ و لشکرکشی اوکجهِ پانگ شیائوتای - اکنون کاملاً منزوی شده بودند. در حالی که حمله دریایی غافلگیرانه به عمق گوگوریو یک استراتژی امیدوارکننده بود، تغییر ناگهانی شرایط، آنها را به شدت منزوی و در موقعیتی مخاطره‌آمیز، در قلب قلمرو دشمن، گرفتار کرد.
علاوه بر این، عقب‌نشینی نیروی اعزامی لیائودونگ به فرماندهی گی پیل-ها-ریوک، که دهانه رودخانه یالو را اشغال کرده بود، باعث قطع منابع غذایی از طریق خشکی شد. این وضعیت شبیه وضعیت گروه ارتش آلمان به فرماندهی پائولوس در طول جنگ جهانی دوم بود که تا اعماق اتحاد جماهیر شوروی پیشروی کرده بود، اما پس از شکست در عقب‌نشینی، توسط نیروهای شوروی محاصره شده و با خطر نابودی روبرو بود. ارتش تانگ در چنان تنگنای سختی قرار داشت که سوابق، زانو زدن و ناله کردن آنها را توصیف می‌کند. سو دینگ‌بانگ فوراً لیو دمین، فرمانده کل جزیره هامجا، را برای درخواست غذا و کمک نظامی به شیلا اعزام کرد. وضعیت با سال قبل در سال ۶۶۰ میلادی، زمانی که تهاجم باکجه به سرعت دفع شده و پایتخت باکجه، قلعه سابی، تصرف شده بود، به طرز چشمگیری متفاوت بود. قلعه پیونگ یانگ، پایتخت گوگوریو، مستحکم شده بود و زمستان اولیه گوگوریو، سرما و انزوا، ارتش تانگ را در معرض خطر نابودی قرار داده بود.
در فوریه ۶۶۲، ارتش گوگوریو سرانجام واحدهای خود را از مناطق مختلف گرد هم آورد و حمله‌ای همه‌جانبه به نیروهای منزوی تانگ آغاز کرد. نیروی پیاده نظام جزیره اوکجه، به رهبری بانگ شیائوتای، به ویژه آسیب‌پذیر بود، زیرا سربازان آن از منطقه گرم جنوبی یئونگنام چین آمده بودند. ارتش گوگوریو تحت فرماندهی یون گه سومون، هم نیروهای تانگ شامل نیروی پیاده نظام جزیره پاگانگ به فرماندهی ایم آه سانگ و هم نیروی پیاده نظام جزیره اوکجه به فرماندهی بانگ شیائوتای را نابود کرد. در این نبرد، نیروی پیاده نظام جزیره پاگانگ به طور کامل نابود شد و فرمانده آن، ایم آه سانگ، ناپدید شد. در همین حال، بانگ شیائوتای، فرمانده کل نیروی پیاده نظام جزیره اوکجه، از ژنرال‌های خود خواست تا حلقه محاصره را بشکنند و به اردوگاه‌های دیگر به رهبری لیو بک یونگ یا جو گیه سوک فرار کنند. با این حال، بانگ شیائوتای پاسخ داد: «لیو بک یونگ و دیگران چگونه می‌توانند مرا نجات دهند؟ علاوه بر این، حدود ۵۰۰۰ فرزند مردم محلی که با خود آورده بودم، همگی مرده‌اند. چگونه می‌توانم امیدوار باشم که زنده بمانم؟» سپس، ارتش گوگوریو به رهبری یون گه سومون حمله کرد و ده‌ها هزار نفر کشته شدند. بانگ هیو ته مورد اصابت تیرهایی قرار گرفت که مانند جوجه تیغی بر بدنش متمرکز شده بودند و ۱۳ پسرش و نیروی در حال پیشروی جزیره اوکجه به رهبری بانگ هیو ته در ساسو کاملاً نابود شدند.

## آذوقه ارتش شیلا و فرار بزرگ ارتش تانگ
در پاسخ به درخواست ارتش تانگ برای حمله مشترک به گوگوریو ، ارتش شیلا در مسیر پیونگ یانگ بود که درخواست فوری برای تدارکات نظامی از طریق فرمانده کل قوا ، یو دئوک مین از جزیره هامجادو، رسید. از آنجایی که هیچ کس حاضر به داوطلب شدن برای عملیات دشوار ورود به خاک دشمن برای حمل تدارکات و بازگشت نبود، کیم یو سین داوطلب انجام این ماموریت شد. پادشاه مونمو خوشحال شد و به کیم یو سین که در شرف رفتن بود، مصونیت از مسئولیت اعطا کرد و گفت: "از زمانی که از مرز عبور می‌کنی، هر طور که می‌خواهی پاداش بده و تنبیه کن (出疆之後 賞罰專之可也)." در ۱۰ دسامبر، یو سین به همراه معاونانش، ژنرال‌های کیم این مون، کیم جین بوک و کیم یانگ دو، یک واحد حمل و نقل را برای حمل ۴۰۰۰ کیسه برنج و ۲۲۲۵۰ کیسه خراج به اردوگاه ارتش تانگ رهبری کردند و برای حمل تدارکات نظامی وارد مرز گوگوریو شدند.
در ۱۶ فوریه (بیست و سومین روز از اولین ماه قمری) در سال ۶۶۲ (بیست و یکمین سال سلطنت پادشاه بوجانگ)، آنها از رودخانه چیلجونگ عبور کردند. کیم یو سین، نگران از اینکه ارتش گوگوریو از جاده اصلی محافظت کند، عمداً مسیری ناهموار و باریک را انتخاب کرد و گهگاه در طول مسیر با سربازان دشمن روبرو می‌شد و آنها را شکست می‌داد تا اینکه به منطقه خطرناک جانگسه رسیدند. در سرمای شدید زمستان، مردان و اسب‌ها خسته شده بودند و بسیاری از آنها از خستگی از پا در می‌آمدند. کیم یو سین لباس بالایی خود را درآورد، خودش شلاق را به دست گرفت و مردان را جلوی اسب هدایت کرد. پس از عبور از جاده ناهموار، ۱۵ مرد، از جمله زیردستان خود، یول گی و گو گیون، را به پیونگ یانگ فرستاد تا سو جونگ بانگ را از ورود ارتش شیلا مطلع کنند. در آن زمان، سو جونگ بانگ نقاشی یک زاغی و یک گوساله را روی کاغذ برای آنها فرستاد. تفسیر وونهیو تأیید کرد که این یک کد به ارتش شیلا برای "بازگشت سریع نیروها" است، و کیم یو-سین، که در یانگ-او (楊隩) اردوگاه برپا کرده بود، کیم این-مون، کیم یانگ-دو و کیم گون-سونگ را برای تحویل تدارکات نظامی به اردوگاه تانگ فرستاد و نیروی در حال پیشروی پیونگ یانگ به فرماندهی سو جونگ-بانگ بلافاصله به محض دریافت تدارکات، عملیات عقب‌نشینی بزرگ دیگری را از طریق دریا انجام داد. این عملیات مشابه عملیات عقب‌نشینی بزرگ قرن در دانکرک از طریق عملیات دینامو بود، زمانی که نیروهای متفقین، که در آغاز جنگ جهانی دوم کاملاً توسط ارتش آلمان محاصره شده بودند، عملیات عقب‌نشینی بزرگ قرن را انجام دادند.

## نبرد پیوها
کیم یانگ دو و دیگران که به دستور کیم یو شین به اردوگاه تانگ رفته بودند، با ۸۰۰ سرباز شیلا با قایق به خانه بازگشتند. در راه بازگشت، کیم یو شین با بستن طبل و چوب طبل به کمر و دم همه گاوها، خود را برای حمله غافلگیرانه ارتش گوگوریو آماده کرد تا هر بار که می‌پرند صدایی ایجاد کنند. او همچنین هیزم جمع کرد و آن را سوزاند تا از خروج دود و آتش جلوگیری شود. این یک تاکتیک انحرافی بود که به آنها اجازه می‌داد شبانه مخفیانه به پیوها (رودخانه ایمجین) برسند. وقتی آنها در شرف عبور از رودخانه بودند، کیم یو شین دستور داد: "هر کسی که آخرین نفر عبور کند، کشته خواهد شد!" سربازان برای عبور از رودخانه دویدند، اما در نیمه راه، سربازان گوگوریو آنها را تعقیب کردند و سربازان شیلایی را که هنوز عبور نکرده بودند، کشتند. روز بعد، کیم یو شین سربازان گوگوریو را تعقیب و دفع کرد. در حالی که ارتش شیلا در حال عبور از کشتی و استراحت در ساحل رودخانه بود، ارتش گوگوریو دوباره از رودخانه عبور کرد و حمله کرد. با این حال، ارتش شیلا، به رهبری ژنرال باتجربه و جنگ دیده کیم یو سین، از قبل در حالت دفاعی قرار داشت. این بار، ارتش شیلا با یک حمله گسترده با استفاده از کمان‌های پولادی، به ارتش گوگوریو حمله متقابل کرد و به دستگیری ژنرال گوگوریو، سو هیونگ آه ، که آنها را تعقیب می‌کرد، دست یافت. آنها با دفعش ۱۰۰۰۰ نفر، ارتش گوگوریو را شکست دادند و به سلامت به شیلا بازگشتند.

## عقب‌نشینی و ارزیابی سلسله تانگ
در دومین جنگ گوگوریو-تانگ، گوگوریو سلسله تانگ را شکست داد، اما برخلاف جنگ اول گوگوریو-تانگ که فقط در منطقه لیائودونگ در جریان بود، در دومین جنگ گوگوریو-تانگ، ارتش تانگ تهاجم گسترده‌ای را در شش جهت آغاز کرد و در نیمه دوم، ارتش شیلا نیز به سمت شمال پیشروی کرد و به قلعه پیونگ یانگ پیوست.
بر این اساس، میدان نبرد اصلی گوگوریو، کل منطقه جنوب رودخانه یالو، از جمله منطقه لیائودونگ بود. قلعه پیونگ یانگ برای مدت طولانی تحت محاصره بود و به درخواست تانگ، شیلا نیز نیروی تهاجمی اعزام کرد که به سمت شمال پیشروی کرد و به قلعه پیونگ یانگ پیوست و خسارات زیادی به فعالیت‌های اقتصادی تمام مناطق گوگوریو، از جمله منطقه جنوبی، وارد کرد. در همین حال، تانگ، با اطمینان از موفقیت لشکرکشی باکجه، لشکرکشی بزرگ دیگری را علیه گوگوریو آغاز کرد. با این حال، قیام تیله در مسیر منجر به جنگ با تیله شد و این قیام به دلیل مقاومت شدید گوگوریو شکست خورد. در نتیجه، بسیاری از سربازان و تدارکات نظامی از دست رفتند و لشکرکشی گوگوریو عملاً فعلاً متوقف شد.

### راز اسناد گمشده جنگ
اسناد مربوط به جنگ دوم گوگوریو-تانگ به مراتب پراکنده‌تر از اسناد جنگ اول هستند و بسیاری از آن‌ها نیز از بین رفته‌اند. همانند جنگ قبلی بین گوگوریو و سوئی و همچنین جنگ اول با تانگ، سلسله تانگ نیز یک لشکرکشی وسیع با حدود ۴۴۰۰۰۰ سرباز به شش سمت مختلف آغاز کرد. متاسفانه، تاریخ‌نگاری چین تنها به صورت مختصر به پیروزی نیروی اعزامی لیائودونگ به رهبری گی پیل-ها-ریوک در برابر نیروهای گوگوریو به فرماندهی یون نام-سائنگ در حوضه رودخانه یالو اشاره کرده و همچنین عقب‌نشینی سریع آن‌ها را ثبت کرده است. در این میان، نیروی اعزامی پیونگ یانگ به فرماندهی سو دینگ-فانگ نیز به حوضه رودخانه ته دونگ پیاده شده و قلعه پیونگ یانگ را محاصره کردند. همچنین، نابودی بانگ شیائوتای و پسرانش در نبردی که به نبرد ساسو معروف است، ذکر شده است.
با این حال، اطلاعاتی درباره نبردها یا تحرکات لشکرکشی بویو به رهبری سوسانگ و لشکرکشی نوبانگ تحت فرماندهی جونگ میونگ جین که از راه خشکی پیشروی کردند، در دسترس نیست. علاوه بر این، هیچ جزئیات دقیقی از فعالیت‌ها یا نبردهای لشکرکشی لیائودونگ تحت رهبری گیه پیل-ها-ریوک، لشکرکشی پیونگ یانگ به رهبری سو جونگ-بانگ، لشکرکشی پاگانگ به فرماندهی ایم آه-سانگ و لشکرکشی اوکجه به رهبری بانگ هیو-ته که از طریق دریا به جنگ پرداختند، وجود ندارد. بنابراین، وضعیت و روند دقیق این جنگ به طور کامل ناشناخته باقی مانده است.